# Bill Jones
Clarence William Jones, detto Bill (Detroit, 18 marzo 1966), è un ex cestista e allenatore di pallacanestro statunitense, professionista nella NBA, in Australia, Francia, Italia e Venezuela.

## Palmarès

### Giocatore
- CBA All-Rookie First Team (1989)
- All-CBA Second Team (1990)

### Allenatore
- 2 volte campione NBL Canada (2014, 2015)
- NBL Canada Coach of the Year (2014)